# Devadurga
Devadurga är en ort i Indien.   Den ligger i distriktet Raichur och delstaten Karnataka, i den södra delen av landet, 1 400 km söder om huvudstaden New Delhi. Devadurga ligger 394 meter över havet och antalet invånare är 21 994.
Terrängen runt Devadurga är platt, och sluttar norrut. Runt Devadurga är det ganska tätbefolkat, med 149 invånare per kvadratkilometer. Det finns inga andra samhällen i närheten. Trakten runt Devadurga består till största delen av jordbruksmark.